# 탑 오브 유럽

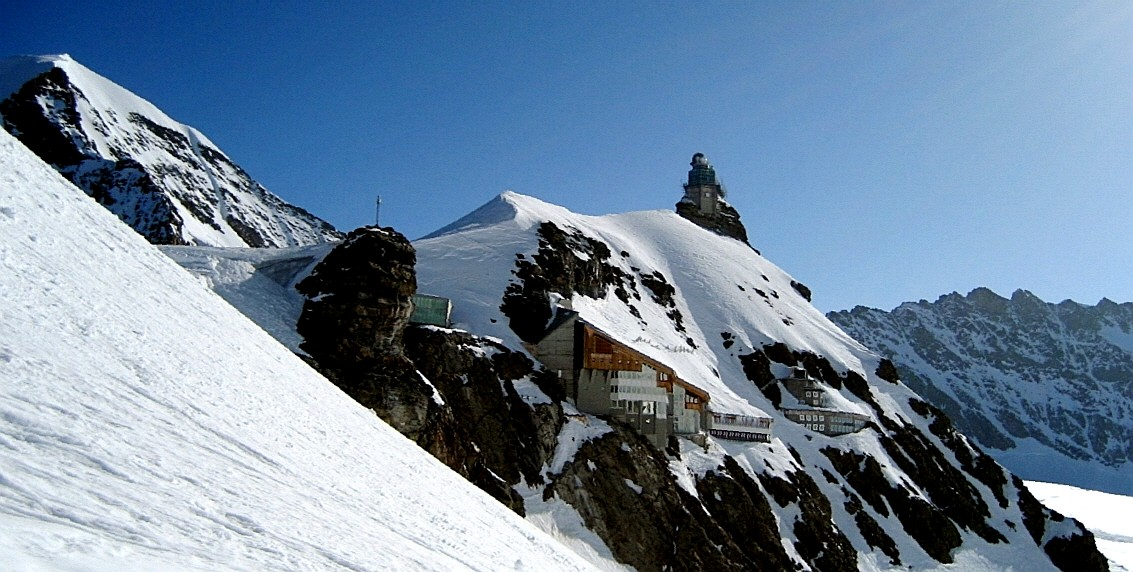
탑 오브 유럽 건물(중앙)과 스핑크스 천문대

탑 오브 유럽(Top of Europe)은 스위스 발레주에 위치한 해발 3,454m 높이의 고층 건물이다. 건물은 인터라켄에서 융프라우 철도의 톱니바퀴 철도로 이동 가능하다. 융프라우요흐 남쪽에서 알레치 빙하의 만년설이 내려다 보인다. 지하의 융프라우요흐역과 터널로 연결되어 있고, 스핑크스 천문대와 엘리베이터로 연결되어 있다. 5가지 레벨이 있다.
탑 오브 유럽(Top of Europe)에는 융프라우 철도와 알프스에 관한 상설 전시와 여러 레스토랑이 있다. 유럽에서 가장 높은 곳에 위치한 우체국도 포함되어 있다. 오래된 건물에는 연구소가 있다.